# Johannes Grünwalder
Johannes Grünwalder (né après janvier 1392 au château de Grünwald, près de Munich en duché de Bavière-Landshut, et mort à Vienne le 2 décembre 1452) est un pseudo-cardinal bavarois du XVe siècle. Il est le fils illégitime du duc Jean II de Bavière et d'Anna Pirsser.

## Biographie
Johannes Grünwalder étudie à Vienne et à Padoue. Comme vicaire général, il est élu nommé évêque de Freising en 1421 par le chapitre, mais le pape Martin V l'évite.
L'antipape Félix V le crée cardinal lors du consistoire du 2 octobre 1440. En 1443 il est de nouveau proposé évêque par le chapitre de Freising. Le concile de Bâle soutient Grünwalder, mais le pape Eugène IV et le roi Frédéric III nomment Heinrich Schlick (de), le frère du chancelier royal Caspar Schlick. Après la résignation de Schlick en 1448, Grünwalder peut occuper enfin le poste d'évêque. Le pape Nicolas V le reconnaît aussi en 1449, mais seulement après sa démission comme cardinal.

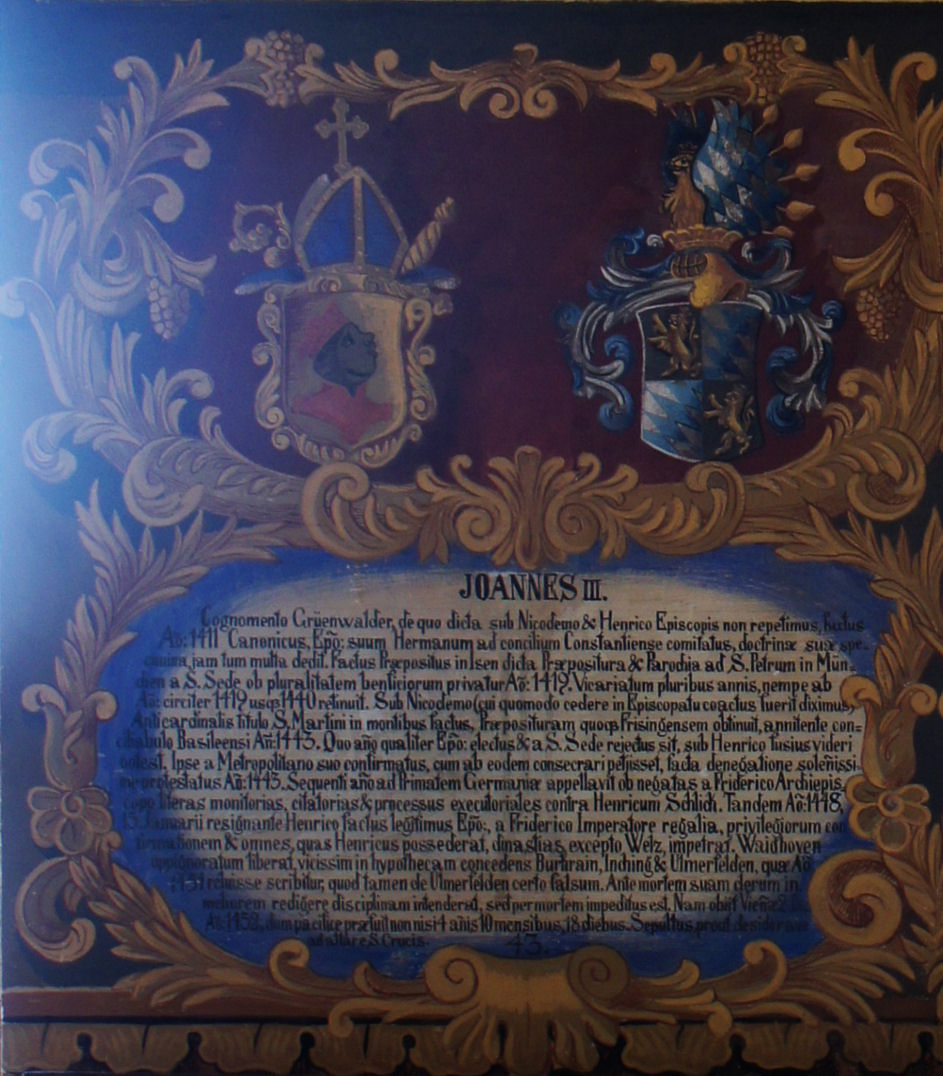
Armoiries de Johannes Grünwalder dans le Fürstengang de Freising.